# Sibilla Eritrea (Michelangelo)

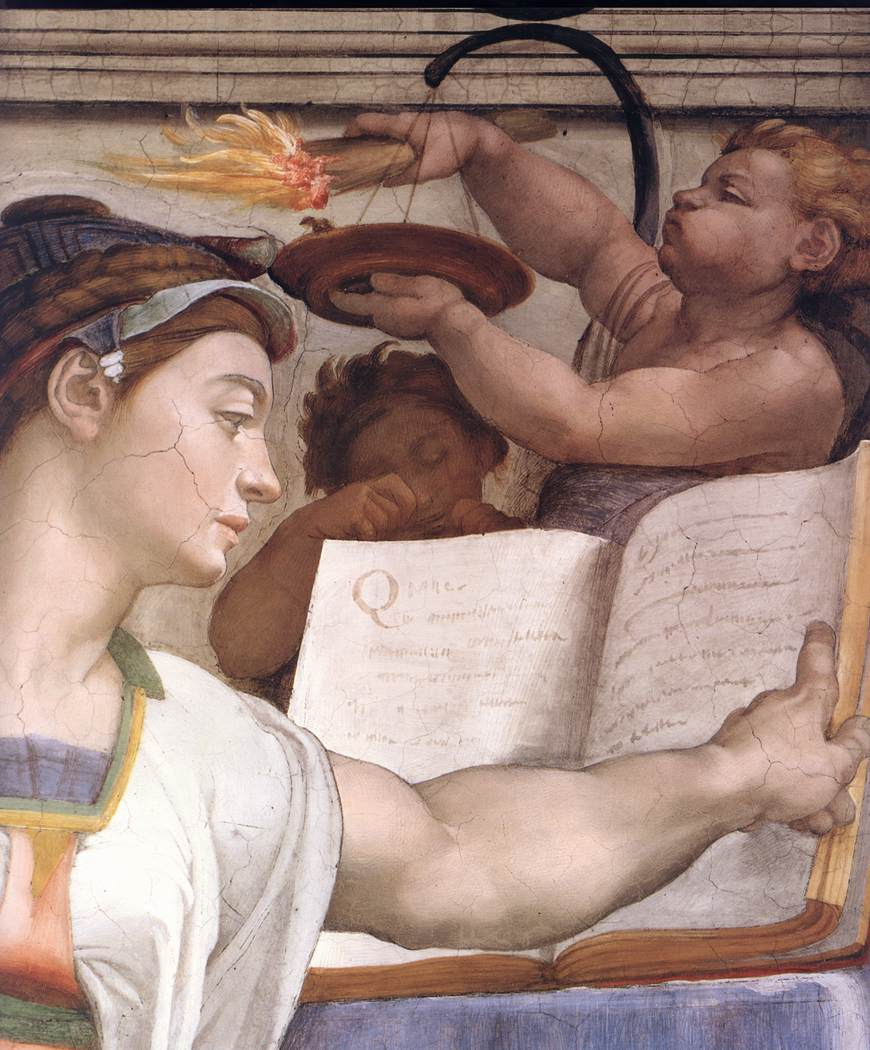
Dettaglio

La Sibilla Eritrea (350x380 cm) venne affrescata da Michelangelo Buonarroti nel 1508-1510 circa e fa parte della decorazione della volta della Cappella Sistina, nei Musei Vaticani a Roma, commissionata da Giulio II.

## Storia
Nel dipingere la volta, Michelangelo procedette dalle campate vicino alla porta d'ingresso, quella usata durante i solenni ingressi in cappella del pontefice e del suo seguito, fino alla campata sopra l'altare. L'Eritrea quindi, che si trova nella terza campata a partire dalla porta, fu una delle figure del primo blocco di lavori, concluso nel 1510.

## Descrizione e stile
La Sibilla Eritrea fa parte della serie dei Veggenti, collocati su ampi troni architettonici sui peducci. Ognuno di essi è affiancato da un paio di giovani assistenti e sta in un grande scranno marmoreo, tra due plinti con finti altorilievi di putti a coppie, in varie posizioni. Il loro nome è scritto (in questo caso ERITHRAEA) in tabelle sotto la piattaforma che fa da base al trono, rette da un putto.
La Sibilla Eritrea si sta volgendo a sfogliare, quasi stancamente, le pagine di un grande volume di profezie, appoggiato su un leggio coperto da un panno azzurro. Il corpo della sibilla è voltato verso il profeta Ezechiele, che a sua volta guarda in direzione della sibilla: in questo modo tra le due figure si stabilisce una relazione che rappresenta un unicum in tutti gli affreschi della volta. La struttura mascolina della donna è evidenziata dalle possenti braccia, lunghe e muscolose. L'utilizzo di diversi colori nei panni che la rivestono, con accentuate tonalità di verde e arancione, creano un effetto cromatico delicato. Indossa infatti una tunica bianca chiusa da una veste rossa con decorazioni multicolori e un manto a più strati sulle gambe, verde, arancio e violetto.
Dietro il leggio uno dei due assistenti accende una lampada, simbolo di divinazione, con una fiaccola, mentre il secondo, in ombra, si strofina gli occhi come se si fosse appena svegliato, forse simboleggiante l'effetto di risveglio nelle anime illuminate dalla conoscenza.
Durante il restauro sono stati evidenziati alcuni piccoli pentimenti, nello scorcio dei piedi e delle caviglie e nella linea superiore delle palpebre.

## Galleria d'immagini

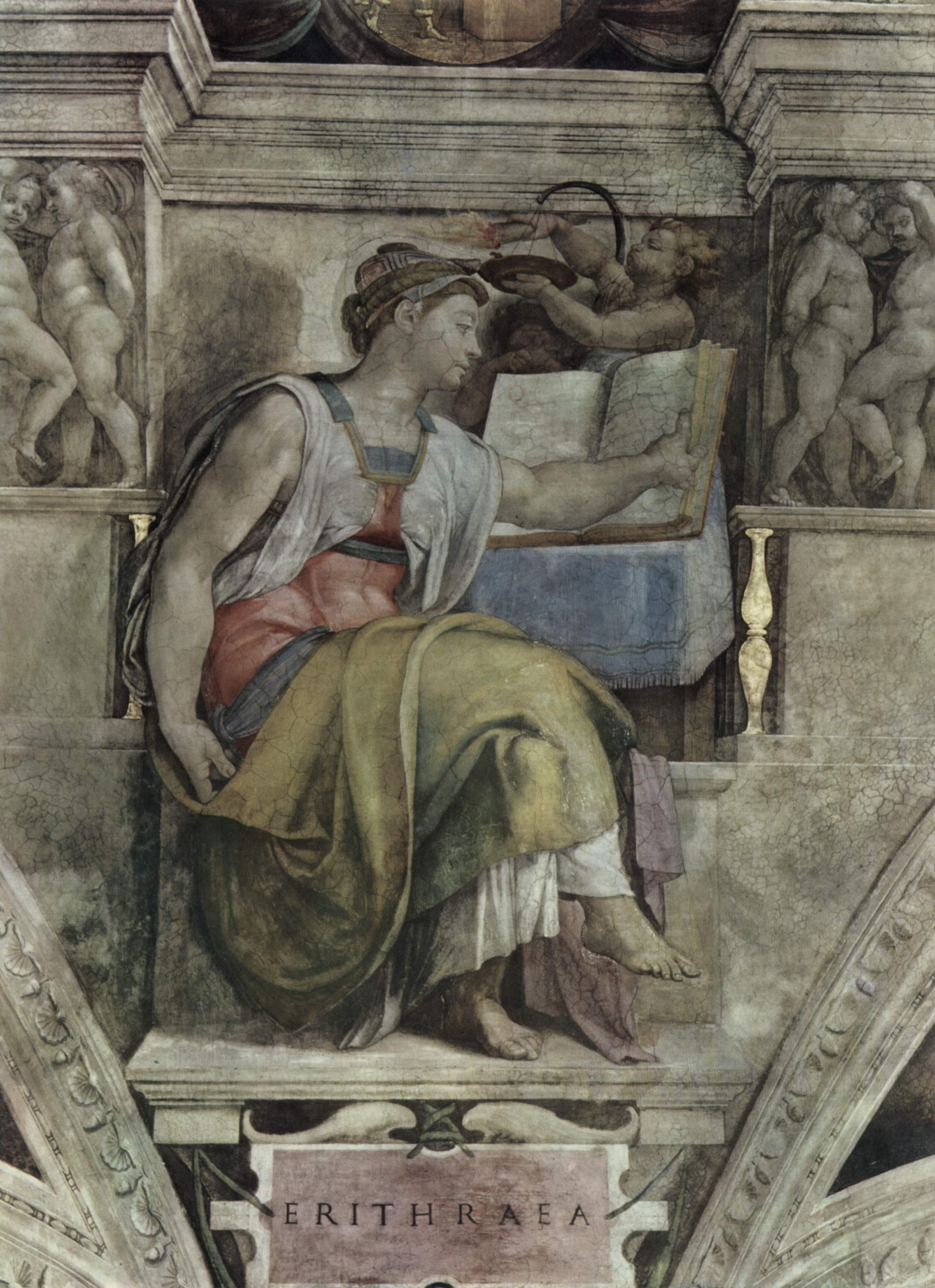
Prima del restauro
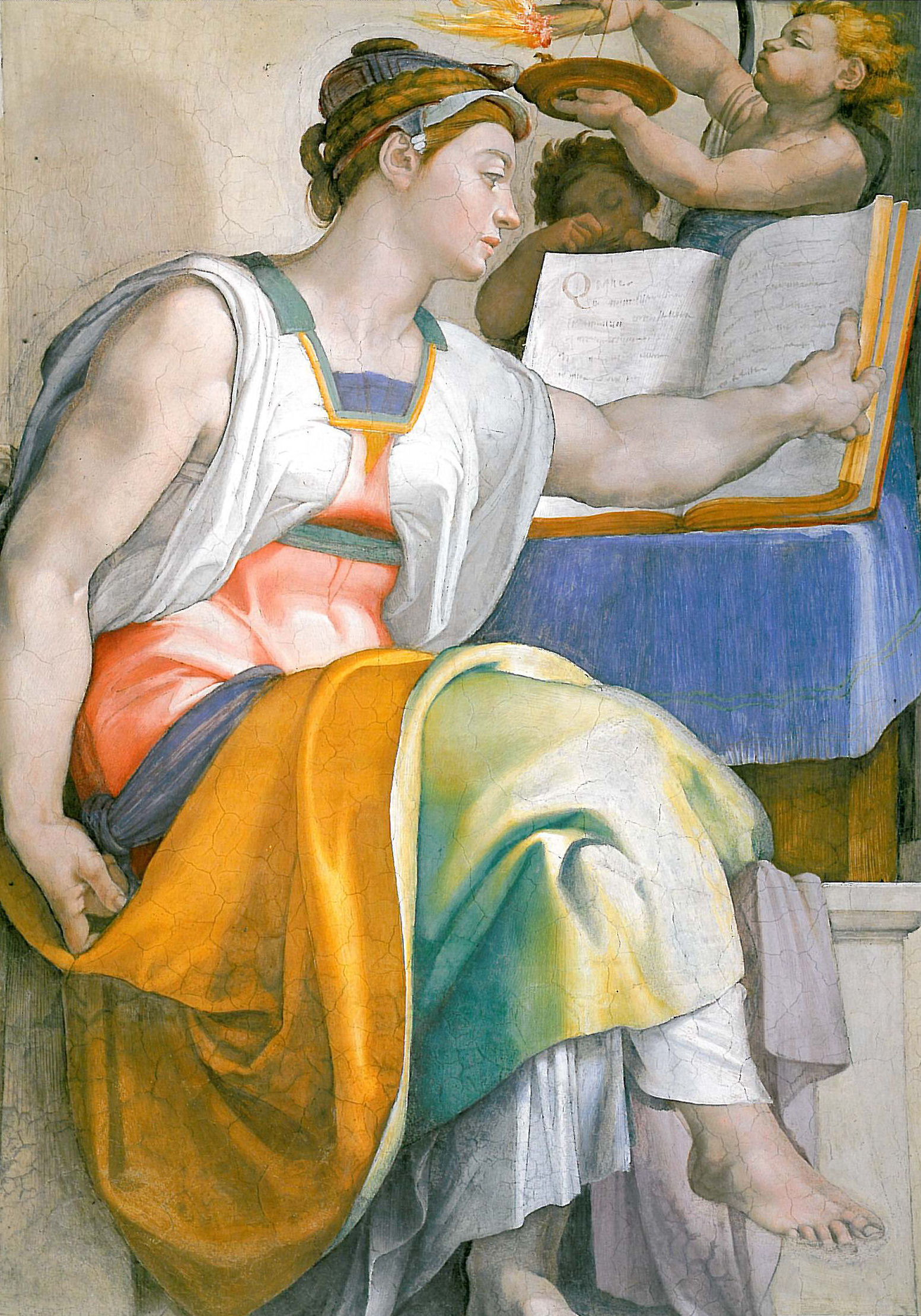
Dettaglio
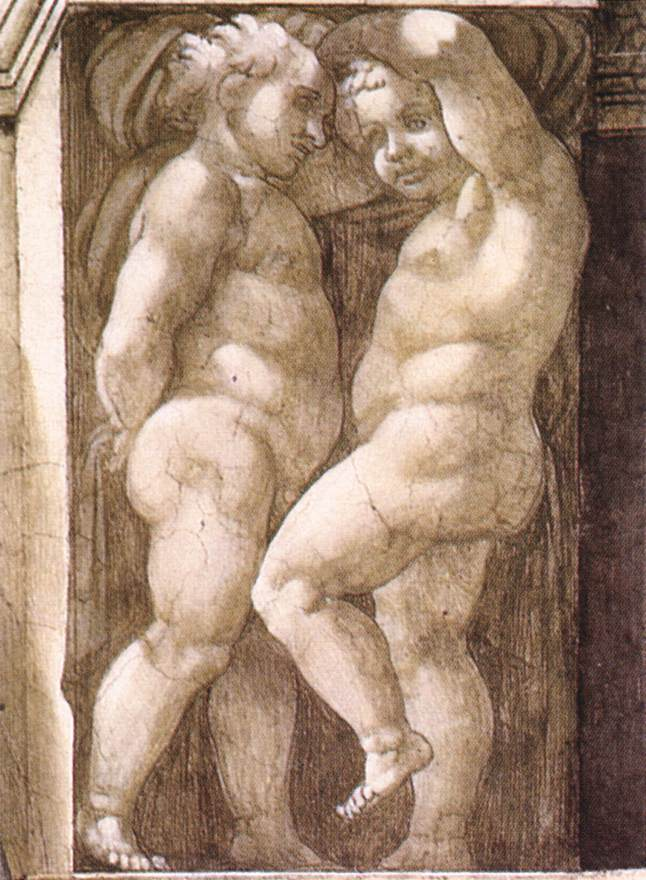
Dettaglio dei putti a monocromo
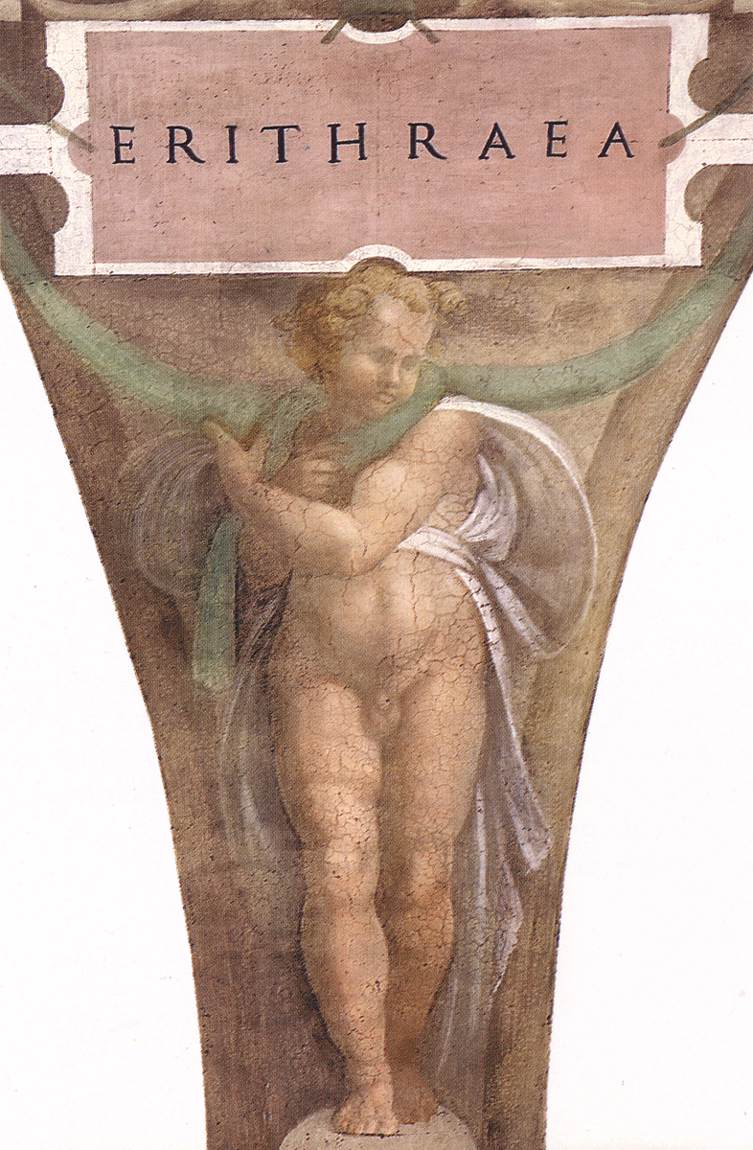
Il putto reggitarga